# Eduardo Schaerer
Eduardo Schaerer Vera y Aragón (Caazapá, 2 de dezembro de 1873 — Buenos Aires, 12 de novembro de 1941) foi um político paraguaio, de ascendência suíça, presidente do Paraguai de 15 de agosto de 1912 até 15 de agosto de 1916. Foi o primeiro presidente paraguaio a cumprir a integridade do mandato desde Francisco Solano López, em 1870.